# Chinatown (Thin Lizzy-album)
A Chinatown a Thin Lizzy ír zenekar tizedik nagylemeze, amely 1980. október 10-én jelent meg. Ezen a lemezen mutatkozott be a Gary Moore-t váltó Snowy White gitáros, aki a következő albumon is közreműködött (Renegade), valamint 1980 és 1982 között turnézott is a Thin Lizzyvel. White korábban már dolgozott Cliff Richarddal, Peter Greennel és a Pink Floyddal is. A Chinatown albumon az akkor tizennyolc éves Darren Wharton is közreműködött billentyűs hangszereken, aki még abban az évben állandó tagként csatlakozott a zenekarhoz.
A lemez nem részesült olyan jó kritikai fogadtatásban mint a korábbi műveik, és kereskedelmi téren is visszaesést produkált. Amerikában a Billboard 200 albumlistán mindössze a 120. helyezett lett, míg Angliában a 7., ahol a korábbiakkal ellentétben nem lett aranylemez, hanem csak az ezüst fokozatot sikerült elérnie. A címadó Chinatown kislemez 21. lett a brit kislemezlistán, míg a  Killer on the Loose a 10. helyre, Írországban pedig az 5. helyre került. Az albumot japán és ausztrál turnékon mutatták be, majd az Egyesült Államokban adtak koncerteket, amely előadások az ottani utolsó fellépéseik lettek. 
A zenekar demoralizálódása egyre nagyobb méreteket öltött, mivel a szólókarrierrel is kísérletező Phil Lynott mellett, Scott Gorham gitáros is súlyos drogproblémákkal küzdött. Az együttes lefelé ívelő pályáján az sem segített, hogy Brian Downey dobos elégedetlen volt a zenei iránnyal, és a csapat korábban kifogásolhatatlan koncertteljesítménye is hanyatlani kezdett.  Az album 2011-ben egy 2 CD-s változatban újra megjelent, a második lemezen bónuszdalokkal kiegészítve.

## Előzmények, felvételek, dalok
Miután 1979 karácsonya előtt felvették az új gitárost, Snowy White-ot, a Thin Lizzy 1980 januárjában elkezdte a felvételeket a londoni Good Earth stúdióban a Chinatown albumhoz. Februárban már el is készültek a "Dear Miss Lonely Hearts" című dallal, amit  Jimmy Bainnel közösen írtak. Bain korábban a Rainbow basszusgitárosaként lett ismert, majd még mielőtt csatlakozott volna Ronnie James Dio énekes zenekarához, a Thin Lizzy háza táján is fel-felbukkant. Az 1979-es Black Rose: A Rock Legend albumon vendégként basszusozott a "With Love" dalban, valamint Lynott szólópályáját is támogatta. A vele elkészült "Dear Miss Lonely Hearts" című dalt is inkább a frontember Solo in Soho elnevezésű, 1980-ban kiadott szólóalbumára rakták,  annak ellenére, hogy a dalban játszó (és végül a klipben is szereplő) zenészek mind a Thin Lizzy tagjai voltak. Március és május között a zenekar további dalokon dolgozott, köztük a "Lady Killer on the Loose", a "The Sacred Sweetheart" és a címadó "Chinatown" címűeken, amelyek közül az utóbbi kettőt élőben is előadták ebben az időben, írországi és skandináviai koncertjeiken. Ezeken kívül volt még egy dal amely már a koncerteken is elhangzott, mégpedig a "Didn't I", amelyet a legutóbbi japán turnéjuk alkalmával,  Dave Flett ideiglenes kisegítő gitáros társaságában adtak elő.
Az album társproducere Kit Woolven volt, aki a Thin Lizzy előző producerének, Tony Visconti-nak volt a hangmérnöke, és akit maga Visconti ajánlott a zenekarnak. Az új billentyűs, Darren Wharton később úgy jellemezte Woolvent, mint egy "nagyon kedves, laza, diplomatikus fickót" és mint "nagyon jó szakembert". Wharton azt is leírta, hogy Woolven a produkciót tekintve inkább Lynott irányítójaként működött, az helyett hogy bármelyikük is egymaga készítette volna az albumot. Woolven a felvételeket "nehéznek" írta le, mivel Lynott hajlamos volt helyben ötletelni, ahelyett, hogy bármilyen előzetes munkát vállalt volna. Azt is kijelentette, hogy ez megnehezítette a munkát az új gitáros White számára, aki egy szabályozottabb munkastílushoz volt korábban hozzá szokva. Jerome Rimson basszusgitáros, aki Lynott szólóalbumain dolgozott, visszaemlékezett majd így írta le a stúdióban zajló jelenetet: Végignéztem, ahogyan ő (Lynott) a Chinatown album nagy részét a mikrofonnál állva vette fel, és a szavakat úgy találta ki, ahogy ott állt. A kontrollszobában teljes buli zajlott.
Midge Ure eddig a pontig élőben is fellépett a zenekarral, de az áprilisi skandináv koncertek után távozott. A zenekar újra összeállt a Good Earth stúdióban, hogy folytassák a munkát az albumon, de hamarosan át kellett költözniük a RAK Studios-ba, amikor a Good Earth-ben nem volt számukra több idő. Ott találkozott a zenekar a tinédzser billentyűssel, Whartonnal, akit egy manchesteri barátja ajánlott Lynottnak. Wharton londonba utazott egy laza jam formájában tartott meghallgatásra, de a zenekart túlságosan lefoglalta a "Chinatown" befejezése, amely májusban jelent meg kislemezként. A következő héten visszatért, miután megtanulta a zenekar összes anyagát, és ideiglenesen felvették az együttesbe.  A "Chinatown"-hoz és az elkészült "Killer on the Loose"-hoz körülbelül ugyanebben az időben, Wharton nélkül vették fel a promóciós videókat. Ezeket David Mallet rendezte, akivel a zenekar már dolgozott együtt az előző, Black Rose című album videóin a londoni Hewitt stúdióban.
A felvételeket később további turnézás késleltette, és néhány koncertet rögzítettek, hogy anyagot szolgáltassanak egy esetleges élő albumhoz, bár a legtöbb anyagot különféle B-oldalakra és egy EP-re, a Killers Live-ra használták fel. Június közepére a zenekar visszatért a Good Earth stúdióba, hogy befejezze a Chinatownt, bár még mindig nem volt világos, hogy mely dalok kerülnek fel a lemezre. Júliusra kialakult az album előzetes sorrendje. Az első oldalon a "Chinatown", a "We Will Be Strong", a "Didn't I", a "Turn Around" és a "Killer on the Loose" szerepelt. A második oldalan pedig a "Hey You, You Got It Made", a "Having a Good Time", a "Sweetheart", a "The Act", a "The Story of My Life" és a "Sugar Blues". A kidolgozott dalok közül kettőt végül nem találtak alkalmasnak az albumra: Ezek voltak a "The Act" (más néven "It's Going Wrong") és a "The Story of My Life". Az előbbit végül újra felvették és befejezték Lynott második szólóalbumára, a The Philip Lynott Albumra, "Don't Talk About Me Baby" néven, míg a "The Story of My Life" White szólógitározásával befejezetlen maradt. Egy másik dalt, a "Turn Around"-t, amelyet az élő koncertek soundcheckjei során játszottak, "Don't Play Around" néven fejezték be, és a "Killer on the Loose" kislemez B-oldalaként használták fel ahelyett, hogy az albumra került volna. 2011-ben megjelent az album kibővített változatán a dal soundcheck-felvétele is. Augusztusban, miután a zenekar úgy döntött, hogy ez a három dal nem kerül fel a lemezre, elhatározta, hogy új anyag írása és felvétele helyett inkább csökkenti a dalok számát az albumon. Az egyetlen új dal, amit ekkor befejeztek, a "Genocide (The Killing of the Buffalo)" volt.

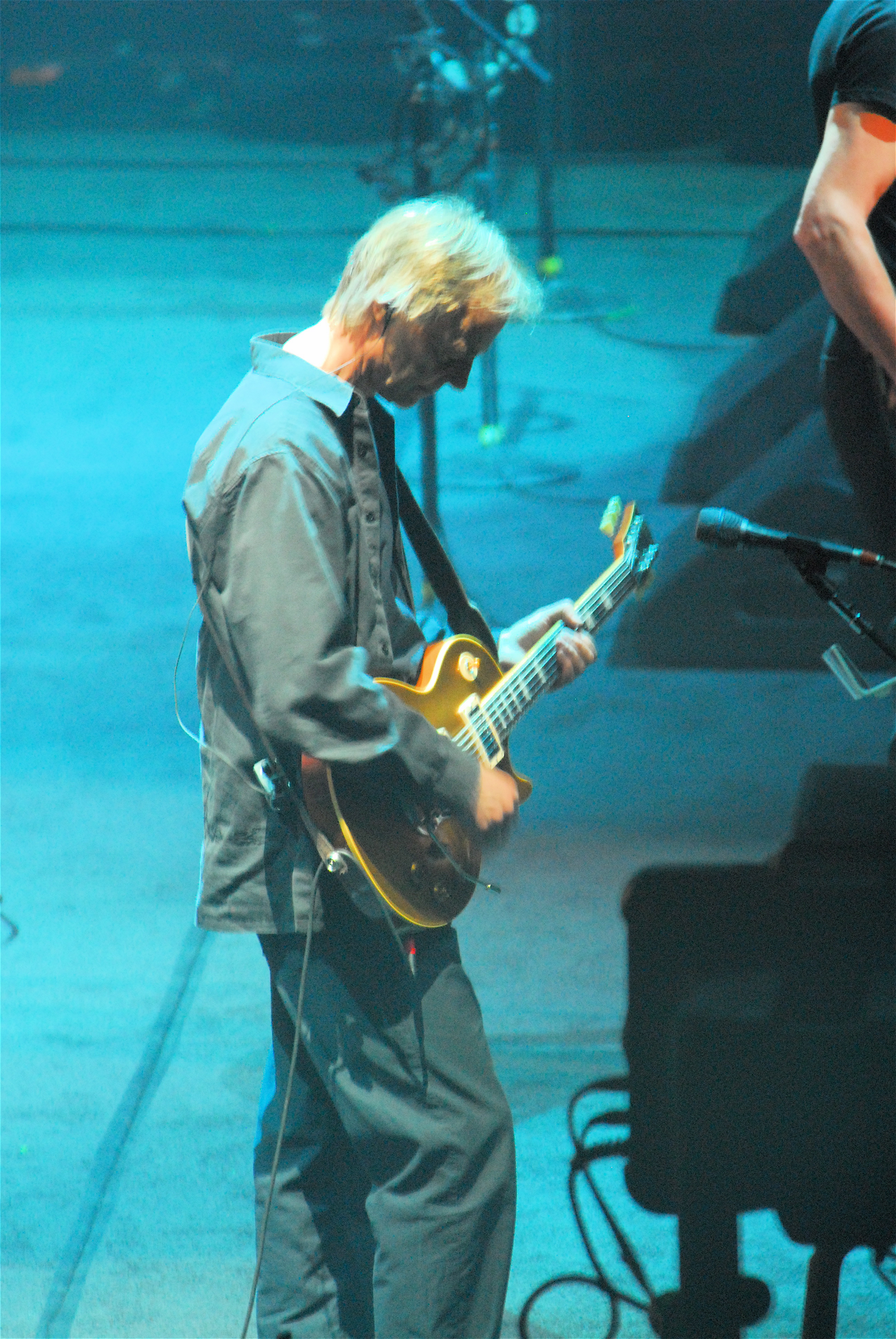
Snowy White az 1980-ban csatlakozott blues gitáros. A kép 2007-ben készült egy Roger Waters koncerten

A kész albumot a "We Will Be Strong" nyitotta, amely az Egyesült Államokban kislemezként jelent meg, bár promóciós videó nem készült hozzá. A dal himnikus énekkel és erős refrénnel van felvértezve, de a korábbi albumnyitó daloknál visszafogottabb hangvételű. 
Ezt követi a címadó "Chinatown", amely az új tag White ötletein, és egy basszusgitár-gyakorlaton alapult, amelyet Brush Shiels ír zenész mutatott Lynottnak. A dal befejezésében már az egész zenekar részt vett, Brian Downey dobos pedig dupla lábdobos témákkal egészítette ki a számot. Egy érdekes gitárriffel kezdődik White jóvoltából, amely aztán átmegy egy ereszkedő harmonikus riffbe, ez átvezet a dalba, amelyet Brian Downey shuffle beatje támogat, és egy lehetetlenül fülbemászó refrénrészbe vezet, aztán pedig egy hosszabb gitárszólóba torkollik.
A "Sweetheart" (a "The Sacred Sweetheart"-ról átnevezve) Wharton billentyűs hangszerelésével lett teljes, és ez egy jelképes Phil Lynott féle popdal. Szinte minden Thin Lizzy lemezen van ilyen, és ez nagyjából semmiben sem különbözik a korábbi változatoktól. Downey törzsi tamjátékával és egy kemény gitárriffel kezdődik, ami a refrénrészek után egy kettős harmóniájú, visszatérő riffbe torkollik, és a "sweetheart" vokális rétegzett refrénje könnyen megragad a hallgatóban. A "Sweetheart" összességében egy ártalmatlan hangulatú szám, és jön és megy anélkül, hogy túlzásokba esne. A "Sugar Blues"-ban Whtie szerepe jelentős, amelyhez ihletet egy másik zenekari együttműködése révén szerzett. A "pattogós" dal elektromos bluesos riffel és Downey dobpergéseivel kezdődik, mielőtt egyes kritikák szerint, meglehetősen felesleges pop/rock dallá süllyedne.
Az első oldalt a "Killer on the Loose" zárja, amely a "The Yorkshire Ripper" néven híressé vált sorozatgyilkos Peter Sutcliffe által elkövetett gyilkosságok és nők elleni támadásokról szólt, és felkeltette a sajtó figyelmét, különösen, amikor a dal szeptemberben kislemezként is megjelent. Lynott itt vidáman mesél a szabadlábon lévő gyilkosról, aki főleg prostituáltakat gyilkolt Leeds és Bradford környékén. Lynottot és a zenekart a nemi erőszak dicsőítésével vádolták, és a női valamint erkölcsi csoportok nyomására a zenekar kénytelen volt elhagyni a dalt a koncertműsorából. Baljós gitárriffel kezdődik, és egy kis csendes, billentyűs hangszereléssel az akkor még nem hivatalos tag Darron Wharton-tól. White és Gorham szólói után pedig a fülbemászó refrén is hamar megérkezik. A dal sláger lett, és a brit kislemezlistán a 10. helyig jutott, annak ellenére, hogy a lemezkiadó nem tudott elegendő lemezt legyártani a kereslet kielégítésére.
A második oldalt a "Having a Good Time" nyitja, amely kemény gitárral és egy furcsa akusztikus "riff overdub-al" indul, amely a versszakokat is végig követi, majd a "Genocide (The Killing of the Buffalo)" következik, amelyet Lynott Jim Fitzpatrick segítségével írt, aki az album borítóját is tervezte. Fitzpatrick nem járult hozzá a dalszöveghez, de segített abban, hogy Lynott történelmi pontossággal tartsa fenn az amerikai bölények 19. századi lemészárlásáról és annak a síksági indiánok népére gyakorolt hatásairól szóló témát. Fitzpatrick elégedetlen volt a dalszövegekkel, és általában Lynott dalszövegeivel: "Úgy éreztem, hogy [azok] borzalmasan elfajultak. Az elméje nem hozta létre azokat az összefüggéseket, amiket korábban." Maga a szám a politikai témának megfelelően egy súlyos gitárriffel kezdődik, és sok kritikus szerint Lynott szövegileg és énekileg is csúcsformában van.
A "Didn't I" Tim Hinkley segítségével készült el, aki zongora részeket adott hozzá, és Fiachra Trench segítségével, aki vonós hangszereléseket biztosított. Hinkley már korábban billentyűs hangszereket adott hozzá a "Running Back"-hez a Jailbreak albumon 1976-ban, Trench pedig a Johnny the Fox dolgozott, szintén 1976-ban, valamint a Vagabonds of the Western Worldön 1973-ban. Trench dolgozott Lynott szólóalbumain is, és azt mondta, hogy a "Didn't I" oda is ugyanúgy felférhetett volna, mint a Lizzy repertoárjába. Ez az érzelgős szám az elveszett szerelemről szól, és zeneileg az együttes lágyabb oldalát képviseli. A Chinatown a "Hey You"-val zárult, amely Lynott és Downey közös munkája volt, a dal címét pedig lerövidítették. Ez egy érdekes, furcsa ütemmel kezdődik, a szokásos módon fülbemászó refrénnel, ami aztán átmegy egy gyors középső részbe, ami egy dühös gitárszólót tartalmaz, mielőtt visszatérne a versszakos részekhez. A szám egy meglehetősen kísérleti kompozíció, és a kritikusok szerint egy rendkívül alul értékelt Lizzy darab.

## Borító
Az album borítóját a zenekar állandó művésze, Jim Fitzpatrick tervezte, aki számos vázlatot készített Lynott jóváhagyására. Az egyik egy sárkányt ábrázolt, amelyből lángok lobbannak ki, "kínai típusú pagoda stílusban", ami Lynottnak tetszett. Fitzpatrick tovább fejlesztette a témát, és elkészítette a végleges képet. Volt egy másik, hasonló stílusú darab a hátoldalon, amelyet Fitzpatrick fejezett be, és közvetlenül a lemezkiadónak küldött el. "Nagyon tetszett nekik..." - mondta később. "Az egyik legjobb munkám. Ezért akarom visszakapni, nem igaz? Ha valaha is felbukkan valahol." Scott Gorham-et különösen lenyűgözte a borító, főleg a munka részletessége, és a keleti sárkány aprólékosan megrajzolt egyedi pikkelyei váltottak ki belőle csodálatot.

## Fogadtatás
Az album kritikai és kereskedelmi téren is visszaesést jelentett a korábbi produkciójukhoz képest. A vártnál kevesebb példányban kelt el, annak ellenére hogy a lemez promóciós munkája kiemelkedő volt, mivel mintegy 50 000 fontot költöttek mindenre, a selyem turnékabátoktól kezdve a hagyományos kínai stílusban készült plakátokon át a hasonló művészeti alkotásokkal ellátott különböző díszes kirakatokig.
Greg Prato az AllMusic kritikusa 3 csillagot adott rá a lehetséges ötből, és azt írta hogy míg a Thin Lizzy előző lemeze, a Black Rose egy koncentrált, ihletett hard rock remekmű volt, addig a folytatás, az 1980-as Chinatown csalódást okozott. Véleménye szerint az előd sikerének egyik fő oka, az itt már nem szereplő Gary Moore gitáros volt, illetve a korábbi producer Tony Visconti által biztosított lendületes produkciót is hiányolta. Hozzátette hogy emellett Phil Lynott és Scott Gorham ekkor már erősen drogozott, ami nyilvánvalóan megviselte őket. Kiemelte hogy az első oldal tartalmazza a legjobb dalokat: a himnikus We Will Be Strong, a popos tökéletességű Sweetheart, a nyilvánvalóan önéletrajzi ihletettségű drogtörténetet tartalmazó Sugar Blues, valamint a Killer on the Loose és a címadó. A második oldal azonban szinte teljes egészében unalmas töltelékszámokból áll, mint például a Having a Good Time, a Didn't I és a Hey You. Kritikája szerint bár nem ez a legrosszabb albumuk (ez a "megtiszteltetés" a következő stúdióalbumukat, az 1981-es Renegade-et illeti), a Chinatownnak sokkal jobbnak kellett volna lennie, különösen, ha egy olyan kiváló kiadványt követ mint a Black Rose.
Martin Popoff kanadai újságíró 10-ből 8 pontot adott rá, és azt írta, hogy bár tartalmaz néhány lendületes dallamot, szövegileg és tematikailag a dalok erőltetettnek és túlságosan aktuálisnak tűnnek és a minőség általános szintje a Lizzy színvonalánál alacsonyabb. Snowy White pedig "inkább egy tanult stúdió zenész", sem mint egy új zenekari tag. White gitáros később úgy jellemezte az albumot, hogy "elég erős", bár több munkára lett volna szüksége. Frusztrált volt amiatt, amit elvesztegetett időnek látott a stúdióban, és azt is kijelentette, hogy néhány gitárötletet, amit a zenekarra várva vett fel, Lynott utasítására később letöröltek anélkül, hogy meghallgatták volna őket. A társproducer Kit Woolven úgy érezte, hogy az album lehetett volna "rockosabb": "Kellett volna bele egy Robbo vagy valaki ilyesmi" - mondta. Woolven problémaként írta le a zenekaron belüli növekvő drogfogyasztást is.

A Metalstorm 10-ből 8 pontra értékelte, és a zenekar végének a kezdeteként jellemezte. Bár nem egy rossz album, nem volt az az erős ugródeszka, amire a zenekarnak szüksége volt ahhoz, hogy megtalálja a lábát és kiigazodjon abban az időben.
 Az írás kiemeli a zenészek teljesítményét, amely még mindig a csúcson van. Downey a "Sugar Blues"-ban mutatja meg képességeit, Lynott pedig az egész albumon jó basszusgitár-témákat és riffeket mutat be, míg White visszafogottabb megközelítése jól illeszkedik az albumhoz. Továbbá dicsérték a produkciót is, amelynek olyan melegsége van, hogy az tökéletesen illik az album dalaihoz. Végezetül azt a következtetést írták, hogy "egy jó, de nem nagyszerű kiadvány a Thin Lizzy albumok rangsorában, de ez egy olyan zenei kategória, ami a legtöbb más zenekar által valaha is elért eredmények felett áll. A Chinatown minden rockrajongó gyűjteményébe méltó, masszív album."
A metal-archives.com oldakon közölt kritika szerint "ez csak egy átlagos Thin Lizzy album" , ami még így is jobb, a legtöbb zenekarnál. A cikk írása szerint az hogy az album 1980-ban jelent meg, bénító hatással volt a Thin Lizzy lendületére, mivel ebben az évben sok heavy metal zenekar rukkolt elő nagyszerű albumokkal. Az anyag első felét erősebbnek tartja, míg a második részét középszerűbbnek és bágyadtabbnak.
A Loudersound.com oldalon szintén nem kapott túl jó kritikát, ahol azt írták hogy Snowy White valószínűtlen behozásával és  folyékony, bluesos játékával a Thin Lizzy könnyedebb, habosabb változatát eredményezte. Továbbá a Chinatown valójában egy felejthető album, tele olyan egyszerű kocsmai rockdalokkal, mint a Having A Good Time és a Sugar Blues, de szombat estére remek hallgatás, különösen, ha a tivornyázás és a bunyó a menü.
A wordpress.com oldalon megjelent, Emmett King tollából írt kritika is a minőség tagadhatatlan visszaeséséről számol be, amelyet a gitáros személycseréjének tudott be, mivel Snowy White bluesgitáros leigazolását furcsa választásnak tartotta. A "We Will Be Strong" King szerint esetlen érzést kelt, amely a "Nightlife" mellett, valószínűleg a legvérszegényebb kezdése egy Thin Lizzy-lemeznek, noha a himnikus éneke kiemelkedő, a refrén pedig erős. A "Chinatown" dalt viszont az egyik legjobbnak nevezte, amit a Lizzy valaha írt, és véleménye szerint ennek kellett volna nyitnia az albumot. Az egész zenekar csúcsformában van itt; a gitárok a helyén vannak, Lynott gúnyos elemében van, Downey pedig úgy groove-ol, mintha senkinek sem lenne hozzá köze. A "Sweetheart"-ot ártalmatlan popdalnak, míg az utána következő "Sugar Blues"-t az addig tisztességes lemez leggyengébb számának nevezte, amely a hosszabb gitárszóló ellenére is teljesen érdektelen. A "Killer On The Loose"-t viszont az elejétől a végéig lebilincselőnek, és az egyik legjobb dalnak nevezte, amit a zenekar valaha írt.

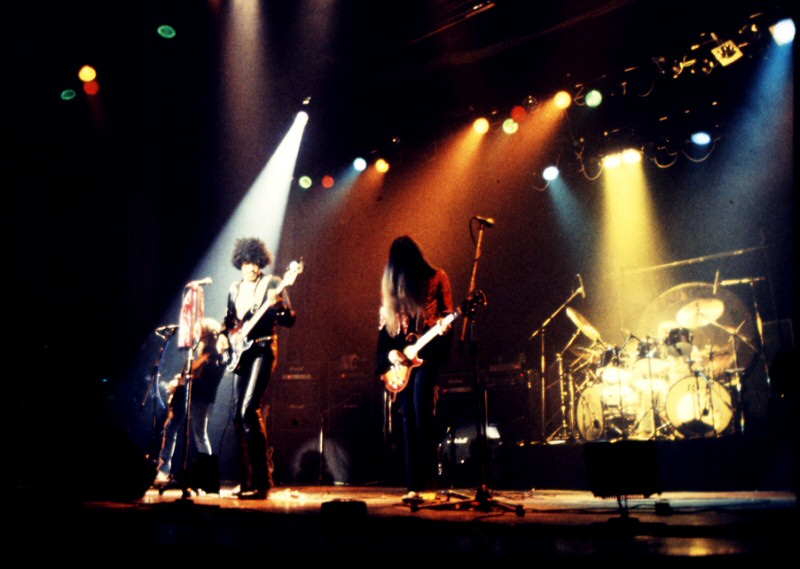
Thin Lizzy koncert az oslói Chateau Neufban 1980-ban

A “Having A Good Time”-ot egy kicsit erőltetettnek írta le King, de emellett szórakoztató és tisztességes "ivó számnak" is. A "Genocide (The Killing of the Buffalo)" dalt egy valóban kiváló számként jellemezte, amely szövegileg és zeneileg is elég érdekes ahhoz, hogy lekösse a hallgató figyelmét. Hozzátette hogy Lynott itt a legjobb formáját hozza a lemezen, különösen a refrénrészletben. A "Didn't I" viszont nem nyerte el tetszését, mely szerinte egyáltalán nem szörnyű, de nagyon egyforma egyéb hasonló lassú számaikhoz. A záró "Hey You"-t pedig a lemez tisztességes lezárásaként jellemezte.
Összegzésképpen a lemezt messze nem a Thin Lizzy legrosszabb munkájának nevezte, és dicsérte a lemez hangulatát, amely részben Jim Fitzpatrick kiváló lemezborítójának, de a benne rejlő lírai témáknak és olykor kísérletező zenének is köszönhető.
Scott Gorham a Chinatownt "elég furcsa albumnak" nevezte, és a növekvő droghasználatát említette, mint okot, amiért az albumot "nehéz volt végigcsinálni", hozzátéve, hogy nem emlékszik néhány anyag felvételére. Brian Downey dobos így emlékezett vissza: "Van néhány nagyszerű szám mind a Chinatownon, mind az azt követő Renegade-en, de Phil dalszerzői munkássága egy kicsit megcsúszni látszott. A sok nyomás kezdte megviselni, és a drogok kezdtek hatni... Valamilyen oknál fogva mi is kezdtünk egy kicsit divatjamúltak lenni." Gorham hozzátette: "Rájöttünk, hogy ezen a ponton már nem leszünk nagyobbak."

## Számlista
| 1. | We Will Be Strong   | 5:11 |
| 2. | Chinatown           | 4:43 |
| 3. | Sweetheart          | 3:29 |
| 4. | Sugar Blues         | 4:22 |
| 5. | Killer on the Loose | 3:55 |

| 6. | Having a Good Time                    | 4:38 |
| 7. | Genocide (The Killing of the Buffalo) | 5:06 |
| 8. | Didn't I                              | 4:28 |
| 9. | Hey You                               | 5:09 |

### Deluxe edition (2011-es újrakiadás)
A Chinatown új, felújított és bővített kiadása 2011. június 27-én jelent meg. Ez az új kiadás egy 2 CD-s szett, az első lemezen az eredeti albummal, a másodikon pedig bónusz anyagokkal.
| 2-es CD | 2-es CD                                                                            | 2-es CD | 2-es CD | 2-es CD | 2-es CD | 2-es CD | 2-es CD | 2-es CD | 2-es CD |
| #       | Cím                                                                                | Hossz   |         |         |         |         |         |         |         |
| ------- | ---------------------------------------------------------------------------------- | ------- | ------- | ------- | ------- | ------- | ------- | ------- | ------- |
| 1.      | Don't Play Around ("Killer on the Loose" kislemez B-oldalán szereplő dal)          | 3:09    |         |         |         |         |         |         |         |
| 2.      | We Will Be Strong (Kislemez verzió)                                                | 4:10    |         |         |         |         |         |         |         |
| 3.      | Sugar Blues (Élő - Cork City Hall, 1980. április 13.)                              | 5:39    |         |         |         |         |         |         |         |
| 4.      | Whiskey in the Jar (Élő - Cork City Hall, 1980. április 13.)                       | 5:47    |         |         |         |         |         |         |         |
| 5.      | Are You Ready (Élő Royal Dublin Society Hall, Dublin, 1980. június 7.)             | 3:10    |         |         |         |         |         |         |         |
| 6.      | Chinatown (Élő - Royal Dublin Society Hall, Dublin, 1980. június 7.)               | 5:06    |         |         |         |         |         |         |         |
| 7.      | Got to Give It Up (Élő - Royal Dublin Society Hall, Dublin, 1980. június 7.)       | 6:07    |         |         |         |         |         |         |         |
| 8.      | Dear Miss Lonely Hearts (Élő - Royal Dublin Society Hall, Dublin, 1980. június 7.) | 5:24    |         |         |         |         |         |         |         |
| 9.      | Killer on the Loose (Élő - Hammersmith Odeon, London, 1981. november 26.)          | 5:39    |         |         |         |         |         |         |         |
| 10.     | Chinatown (kislemez verzió)                                                        | 3:40    |         |         |         |         |         |         |         |
| 11.     | Chinatown (soundcheck, Cork, 1980)                                                 | 4:50    |         |         |         |         |         |         |         |
| 12.     | Don't Play Around (soundcheck, Hammersmith Odeon, 1980)                            | 3:57    |         |         |         |         |         |         |         |
| 13.     | Sweetheart (soundcheck, Hammersmith Odeon, 1980)                                   | 4:22    |         |         |         |         |         |         |         |
| 14.     | Didn't I (soundcheck, Cork, 1980)                                                  | 5:56    |         |         |         |         |         |         |         |
| 15.     | Hey You (soundcheck, Cork, 1980)                                                   | 6:46    |         |         |         |         |         |         |         |
| 73:42   |                                                                                    |         |         |         |         |         |         |         |         |

- A 3. szám eredetileg a "Chinatown" kislemez B-oldalaként jelent meg.
- A 4. szám eredetileg Phil Lynott "Nineteen" című kislemezének B-oldalaként jelent meg.
- Az 5. és 8. szám eredetileg a Killers Live EP-n jelent meg.
- A 6-7. szám eredetileg a "Killer on the Loose" kislemez B-oldalaként jelent meg.
- A 9. szám eredetileg a Thunder and Lightning album dupla LP és kazettás változatának bónusz dalaként jelent meg.
- A 11-15. számok korábban kiadatlanok.

## Kislemezek
- "Chinatown" / "Sugar Blues" (élő) - 1980. május 16.
- "Killer on the Loose" / "Don't Play Around" (Gorham, Lynott) - 1980. szeptember 9.

Egy dupla kislemezes csomag is megjelent, a másik lemezen a "Got to Give It Up" (élő) / "Chinatown" (élő).
Az USA-ban a B-oldal a "Sugar Blues" volt.
- "We Will Be Strong" / "Sweetheart" (csak az USA-ban).
- "Hey You" / "Killer on the Loose" - 1981. január 6. (csak Németországban)

## Zenészek
Thin Lizzy
- Phil Lynott – basszusgitár, ének, billenytűs hangszerek
- Scott Gorham – gitár és vokál
- Snowy White  – gitár
- Brian Downey –  dobok, ütőhangszerek

Vendégzenészek
- Darren Wharton - billentyűs hangszerek, háttérvokálok
- Midge Ure - háttérvokál a "Chinatown"-ban.
- Tim Hinkley - elektromos zongora a "Didn't I"-ben.
- Fiachra Trench - vonós hangszerelés a "Didn't I"-ben.

Produkció
- Kit Woolven - producer, hangmérnök
- Gordon Fordyce - hangmérnök asszisztens
- Ian Cooper - maszterizálás

## Listás helyezések
| Év                             | Lista | Pozíció |
| ------------------------------ | ----- | ------- |
| 1980                           |       |         |
| Ausztrália (Kent Music Report) | 16    |         |
| Brit lemezlista                | 7     |         |
| Svéd lemezlista                | 13    |         |
| Norvég lemezlista              | 20    |         |
| Új-Zélandi albumlista          | 31    |         |
| Billboard 200 (USA)            | 120   |         |

| Év   | Kislemez            | Lista              | Pozíció |
| ---- | ------------------- | ------------------ | ------- |
| 1980 | Chinatown           | Ír kislemezlista   | 12      |
| 1980 | Chinatown           | Brit kislemezlista | 21      |
| 1980 | Killer on the Loose | Brit kislemezlista | 10      |
| 1980 | Killer on the Loose | Ír kislemezlista   | 5       |

## Eladási minősítések
| Ország | Szervezet | Év   | Eladás           |
| Anglia | BPI       | 1980 | Ezüst (+ 60,000) |